# Rathausplatz 4 (Bad Kissingen)

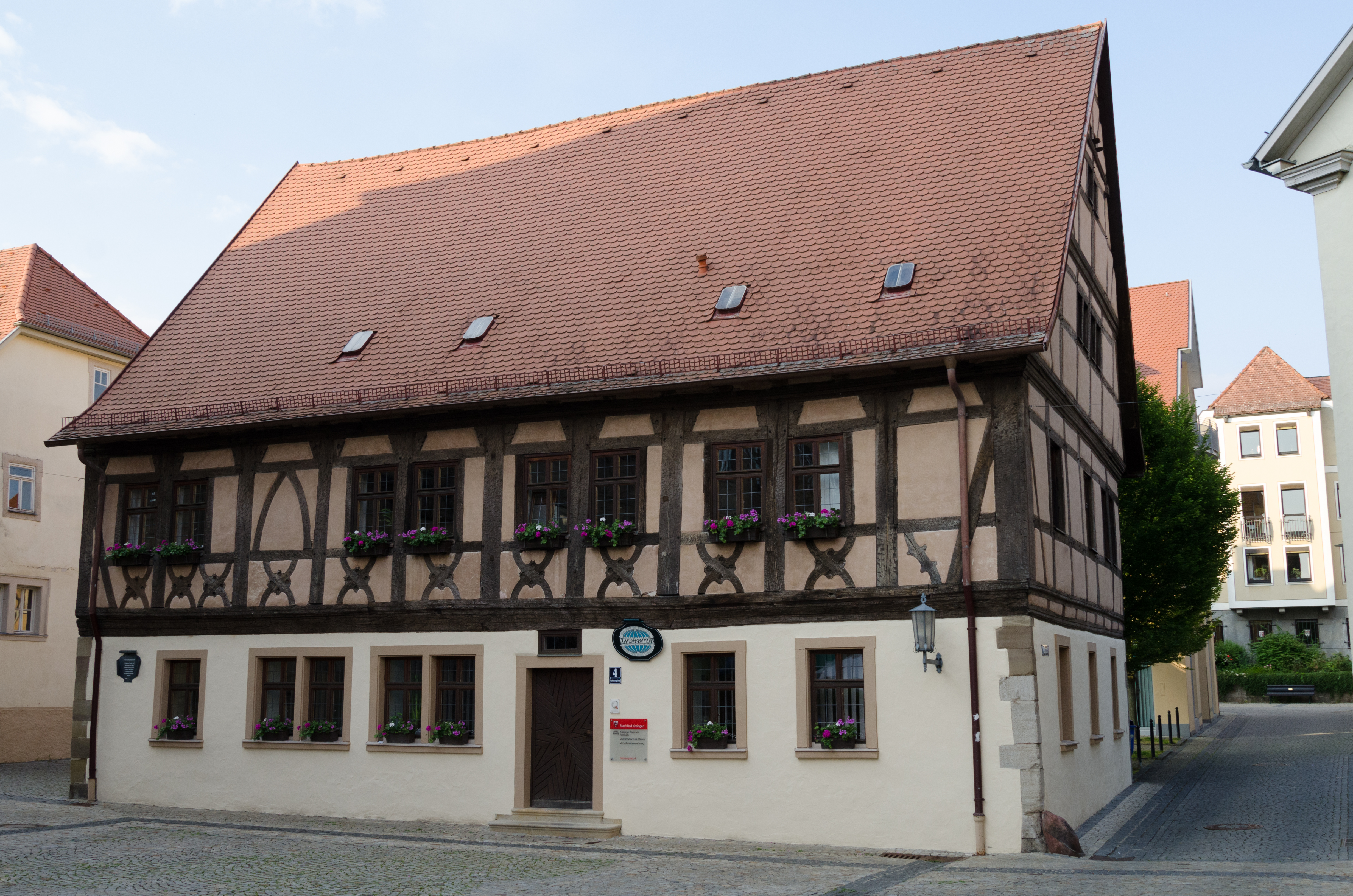
Rathausplatz 4 in Bad Kissingen

Das Gebäude Rathausplatz 4 in Bad Kissingen, der Großen Kreisstadt des unterfränkischen Landkreises Bad Kissingen, gehört zu den Bad Kissinger Baudenkmälern und ist unter der Nummer D-6-72-114-84 in der Bayerischen Denkmalliste registriert.

## Geschichte
Das im 17. Jahrhundert entstandene Gebäude mit dem ehemaligen Namen Füllbach'scher Hof diente – ähnlich wie das Anwesen Rathausplatz 3 – ursprünglich als Adelshof.
Bei dem Gebäude handelt es sich um einen Traufseitbau mit Satteldach. Es besteht aus einem massiven Erdgeschoss und einem Obergeschoss mit einem von Kopfknaggen geprägten Fachwerk. Die Fenster sind paarweise jeweils beiderseits eines Pfostens angeordnet und die Brüstungsfelder mit Andreaskreuzen mittig besetzt.
Im Jahr 1962 wurde das Anwesen als Nebenstelle des Bad Kissinger Rathauses umfunktioniert.